# MP Близнецов
MP Близнецов (лат. MP Geminorum) — двойная затменная переменная звезда типа Алголя (EA) в созвездии Близнецов на расстоянии (вычисленном из значения параллакса) приблизительно 8 026 световых лет (около 2 461 парсек) от Солнца. Видимая звёздная величина звезды — от менее +18m до +15,4m.
Открыта Куно Хофмейстером в 1963 году*.

## Характеристики
Первый компонент — белая звезда спектрального класса A*. Эффективная температура — около 9561 К.